# Johan Jacob Döbelius
Johan Jacob Döbelius (Rostock, 29 marzo 1674 – Lund, 14 gennaio 1743) è stato un medico tedesco.

## Biografia
Dopo gli studi a Leiden, diventò dottore in medicina. È stato nominato medico provinciale di Bohuslän nel 1697 e più tardi, nel 1699 come medico provinciale di Scania.
Nel 1710 fu nominato professore di medicina presso l'Università di Lund. Fu il preside dell'università negli anni 1717, 1729 e 1742.

## Ramlösa
Döbelius scoprì Ramlösa hälsobrunn, una fonte di acqua minerale nei pressi di Helsingborg, in Svezia, che fu aperta al pubblico nel 1707. Secondo Döbelius, c'erano migliaia di persone quando aprirono l'acqua, per la quale era adatta per chi soffriva di vertigini, tremore delle articolazioni, gotta, mal di testa, alito cattivo e anche di isteria, etc